# Halászi
Halászi è un comune di 3 109 abitanti situato nella contea di Győr-Moson-Sopron, nell'Ungheria nordoccidentale.